# Elecciones municipales de 1979 en Santa Fe
Las elecciones municipales de 1979 se celebraron en Santa Fe el martes, 3 de abril, de acuerdo con el Real Decreto de convocatoria de elecciones locales en España dispuesto el 26 de enero de 1979 y publicado en el Boletín Oficial del Estado el día 27 de enero. Se eligieron los 17 concejales del pleno del Ayuntamiento de Santa Fe mediante un sistema proporcional con listas cerradas y un umbral electoral del 5%.

## Resultados
El Partido Socialista Obrero Español se alzó con la mayoría absoluta al obtener 12 de los 17 concejales. Por su parte, la Unión de Centro Democrático consiguió los restantes 5 concejales y el Partido Comunista de España no obtuvo representación en el consistorio santaferino.
| Candidatura                 | Candidatura                       | Votos | %                              | Concejales                     |
| --------------------------- | --------------------------------- | ----- | ------------------------------ | ------------------------------ |
|                             | Partido Socialista Obrero Español | 3414  | 66.98                          | 12                             |
|                             | Unión de Centro Democrático       | 1426  | 27.98                          | 5                              |
| Partido Comunista de España | Partido Comunista de España       | 257   | 5.04                           | 0                              |
| Votos en blanco             | Votos en blanco                   | 0     | 0                              | -                              |
| Votos válidos               | Votos válidos                     | 5097  | 100                            | 17                             |
| Votos nulos                 | Votos nulos                       | 25    | Participación \| \| 70.28 % \| | Participación \| \| 70.28 % \| |
| Votantes                    | Votantes                          | 5122  | Participación \| \| 70.28 % \| | Participación \| \| 70.28 % \| |
| Electores                   | Electores                         | 7288  | Participación \| \| 70.28 % \| | Participación \| \| 70.28 % \| |
|                             | 70.28 %                           |       |                                |                                |

## Investidura del alcalde
La ley electoral municipal española estableció una cláusula que declara que, si ningún candidato a alcalde conseguía reunir una mayoría absoluta de votos de los concejales del pleno en la sesión constitutiva de la nueva corporación para ser elegido para el cargo, el candidato de la mayoría del partido más votado sería automáticamente elegido para este.
Por tanto Antonio Callejas Arenas se convirtió el 19 de abril de 1979 en el primer alcalde de la Democracia de Santa Fe.